# Weiterstadt
Weiterstadt là một thị xã ở huyện Darmstadt-Dieburg, bang Hessen, Đức. Đô thị Weiterstadt có diện tích 34,4 km². Đô thị này có cự ly khoảng 6 km về phía tây bắc Darmstadt.
.